# Friends Again
Friends Again este cel de-al doilea album cu coloana sonoră a serialului Friends. A fost lansat în 1999. 

## Cuprins
1. Introducere - Friends Again
2. Every Word Means No - Smash Mouth
3. Delicious - Semisonic
4. Trouble With Boys - Loreta
5. I Wouldn't Normally Do This Kind Of Thing - Robbie Williams
6. Summer - Lisa Loeb
7. What Reason - Deckard
8. Angel And The Jerk - Penelope Houston & Billie Joe Armstrong
9. Question Everything - Eight Stops Seven
10. Smelly Cat Medley - Lisa Kudrow & The Hairballs & The Pretenders
11. View From The Other Side - Duncan Sheik
12. Beats The Hell Out Of Me - Waltons
13. Friends 'Til The End (I'll Be There For You) - Thor-el